# Rosa Marchetti
Il Rosa Marchetti è una pregiata e tradizionale cultivar di riso italiano appartenente al gruppo dei semi fini, introdotta nel 1972 da Domenico Marchetti.
Il chicco di medie dimensioni, è completamente trasparente mentre in cottura cambia colore diventando grigio perlato e raddoppia le proprie dimensioni.
Trovò da subito l'accoglienza dei consumatori, essendo apprezzato per la preparazione di minestre, è stato poi riscoperto come ingrediente insostituibile anche per la preparazione di risotti speciali.

## Storia e periodo attuale
Agli inizi degli anni sessanta, camminando in una delle sue risaie destinate alla ricerca, Domenico Marchetti notò alcune pannocchie che si distinguevano dalle altre. Grazie alla sua grande esperienza di selezionatore, decise di isolare quelle pannocchie tenendole in evidenza in un cespo. Il Rosa Marchetti ha infatti un'origine completamente naturale, non si conosce infatti quale sia la progenie esatta di questa splendida varietà.
Negli anni a seguire portò avanti le linee di quelle pannocchie più interessanti fino alla definizione della varietà. Per l'amore che lo legava alla propria consorte la intitolò col suo nome: Rosa Marchetti.
La varietà fu introdotta nel 1972 da sempre la conservazione della purezza è stata mantenuta dalla famiglia Marchetti. Attualmente il responsabile del mantenimento in purezza è il nipote, anche lui con il nome di Domenico Marchetti. Poiché per diversi anni erano stati vani i tentativi di recupero del ciclo di certificazione del seme della varietà, dal 2014 Domenico Marchetti ha affidato in esclusiva la moltiplicazione di semente certificata e l'impiego della stessa alla Azienda Agricola Eleonora Bertolone che nel 2014 ha coltivato circa 6 ettari con semente certificata.
Nel 2014 (dati Ente Risi) venivano coltivati circa 260 ettari di Rosa Marchetti, tra le provincie di Novara, Pavia e Vercelli.

## Cucina
Ottimo per risotti, è inoltre perfetto per minestre di riso in brodo e tantissime altre preparazioni a base di riso. Le sue caratteristiche garantiscono un'eccezionale tenuta alla cottura e una capacità a legarsi con tutti gli ingredienti preposti per la preparazione dei diversi piatti.

## Coltivazione del "Rosa Marchetti"
Il Rosa Marchetti è una varietà precoce e grazie alla sua veloce emergenza dal terreno riesce a prevalere rispetto a molte infestanti. Essendo una varietà storica, ha una taglia alta ed è molto delicato, questi fattori fanno sì che la coltivazione del Rosa Marchetti in purezza sia molto impegnativa e possibile solo per chi ha grande esperienza nel campo della risicoltura.